# Diocesi di Etenna
La diocesi di Etenna (in latino: Dioecesis Etennensis) è una sede soppressa del patriarcato di Costantinopoli e una sede titolare della Chiesa cattolica.

## Storia
Etenna, nell'odierna Turchia, è un'antica sede episcopale della provincia romana della Panfilia Prima nella diocesi civile di Asia. Faceva parte del patriarcato di Costantinopoli ed era suffraganea dell'arcidiocesi di Side.
La diocesi è documentata nelle Notitiae Episcopatuum del patriarcato di Costantinopoli fino al XII secolo.
Sono quattro i vescovi attribuiti a questa antica diocesi: Eutropio, che fu tra i padri del concilio di Efeso nel 431; Eudossio, che intervenne al concilio di Calcedonia nel 451; Giovanni, che assistette al secondo concilio di Nicea nel 787; e Pietro, che partecipò al concilio di Costantinopoli dell'879-880 che riabilitò il patriarca Fozio di Costantinopoli.
Al concilio di Costantinopoli del 381 prese parte il vescovo Troilo. Le liste episcopali di questo concilio sono tuttavia molto corrotte e il nome della sede è stato interpretato in modo diverso dagli studiosi: Le Quien e altri autori più recenti attribuiscono Troilo alla diocesi di Etenna, mentre Destephen lo assegna alla diocesi di Lagina.
Dal 1933 Etenna è annoverata tra le sedi vescovili titolari della Chiesa cattolica; la sede è vacante dal 28 agosto 1964.

## Cronotassi

### Vescovi greci
- Troilo ? † (menzionato nel 381)
- Eutropio † (menzionato nel 431)
- Eudossio † (menzionato nel 451)
- Giovanni † (menzionato nel 787)
- Pietro † (menzionato nell'879)

### Vescovi titolari
- Francis Xavier Ford, M.M. † (18 giugno 1935 - 11 aprile 1946 nominato vescovo di Meixian)
- James Joseph Byrne † (10 maggio 1947 - 16 giugno 1956 nominato vescovo di Boise City)
- Henri-Louis-Marie Mazerat † (1º settembre 1958 - 30 luglio 1960 succeduto vescovo di Fréjus-Tolone)
- Thomas Holland † (31 ottobre 1960 - 28 agosto 1964 nominato vescovo di Salford)